# Stazione di Haneda Aeroporto Terminal internazionale
La stazione di Haneda Aeroporto Terminal 3 (羽田空港第3ターミナル駅?, Haneda Kūkō Kokusaisen Tāminaru Eki) è una stazione ferroviaria di Tokyo, situata nel quartiere di Ōta è servita dalla linea Keikyū Aeroporto delle Ferrovie Keikyū. Si trova all'interno del terminal internazionale dell'Aeroporto di Haneda, e in superficie è presente la stazione della monorotaia del terminal internazionale.

## Linee
Ferrovie Keikyū
● Linea Keikyū Aeroporto

## Struttura
La stazione è costituita da due binari passanti sotterranei, con due marciapiedi laterali dotati di porte di banchina a mezza altezza. Al piano superiore sono presenti due mezzanini, uno per ciascuna direzione, e dotati di tornelli di una larghezza maggiore rispetto a quelli convenzionali, per facilitare il passaggio dei viaggiatori con grandi bagagli diretti o provenienti dall'aeroporto.
| 1 | ● Linea Keikyū Aeroporto | per Haneda Aeroporto - Terminal domestico                                    |
| 2 | ● Linea Keikyū Aeroporto | per Keikyū Kamata, Shinagawa, Yokohama e servizi diretti sulla linea Asakusa |

## Trasferimento al terminal domestico
Il costo per il trasferimento via treno all'adiacente terminal domestico è di 130 yen al 2014. Tuttavia, se in possesso di biglietto aereo e passaporto, è possibile farsi rilasciare gratuitamente al counter Keikyū nei pressi dei tornelli, un biglietto per il transito libero al terminal domestico, e viceversa.

## Stazioni adiacenti
| «                      | Servizio                                    | »                                   |
| Linea Keikyū Aeroporto | Linea Keikyū Aeroporto                      | Linea Keikyū Aeroporto              |
| ---------------------- | ------------------------------------------- | ----------------------------------- |
| Tenkūbashi             | Locale Espresso Aeroporto Espresso Limitato | Haneda Aeroporto Terminal domestico |
| Keikyū Kamata          | Esp. Lim. rapido                            | Haneda Aeroporto Terminal domestico |
| Shinagawa              | Espr. Lim. Airport                          | Haneda Aeroporto Terminal domestico |